# Стів Макквін
Те́ренс Сті́вен Маккві́н або Стів Маккуі́н (англ. Steve McQueen; 24 березня 1930, Біч- Груов, Індіана, США — 7 листопада 1980, Сьюдад-Хуарес, Чіуауа, Мексика) — американський кіноактор, авто- і мотогонщик; за визнанням деяких кіно-критиків, перший «action star» Голівуду.
Альтер его: «the king of cool»; прізвисько: «uber cool».

## Ранні роки
Стів Макквін народився в передмісті Індіанаполіса, у Біч-Ґров. Його батько, Вільям, був пілотом, який виступав з аеробатичними трюками. Він покинув матір Стіва, Джуліан, коли Стіву було всього шість місяців. Оскільки Джуліан зловживала алкоголем і не могла утримувати дитину, у 1933 році їй довелося віддати його на виховання своїм батькам, що жили в місті Слейтер, Міссурі. Під час Великої депресії вони переїхали до брата дідуся Стіва, Клода, на його ферму.
Клод добре ставився до свого внучатого племінника і у Стіва залишилися найкращі спогади про життя на його фермі. Згодом Стів стверджував, що багато чому навчився у Клода. Саме Клод, коли Стіву виповнилося 4 роки, подарував йому перший велосипед, який, як стверджував згодом Маккуїн, пробудив у ньому зацікавлення до гонок. Коли у віці 8 років Стів повернувся до матері, яка жила з новим чоловіком в Індіанаполісі, Клод подарував йому золотий кишеньковий годинник з написом «Стіву, який був мені сином».
Стів, що страждав дислексією і частковою глухотою в результаті вушної інфекції, не зміг адаптуватися до нового життя. Він тікав з дому, здійснював дрібні правопорушення. Через пару років, не маючи змоги контролювати сина, мати відправила його назад до Клода. Лише через два роки, коли Стівові було 12 років, він знову переїхав до матері, яка жила вже з третім чоловіком у Лос-Анджелесі.
Для Стіва це був початок не найкращого періоду в житті. Він відразу почав конфліктувати з вітчимом. За словами Маккуїна, той не раз пускав у хід кулаки. Незабаром Стів знову повернувся до Клода, однак у віці 14 років втік, короткий час працював у цирку, після чого знову переїхав до матері і вітчима. Там він приєднався до вуличних банд, ставши малолітнім правопорушником. Одного разу він був затриманий у момент крадіжки, після чого його передали вітчиму. Вітчим побив Стіва, і той пригрозив його вбити, якщо це повториться.
Після цього вітчим переконав Джуліан віддати Стіва до виправної школи для підлітків у місті Чино. Там Стів почав поступово змінюватися і подорослішав. Спочатку він не був особливо популярний серед однолітків. Однак поступово він став прикладом для наслідування і навіть його було обрано до Ради, органу самоврядування вихованців. У 16 років він залишив школу, а коли пізніше став знаменитим, не раз приїжджав туди для бесід з вихованцями, особисто відповідав на кожен їхній лист, все життя підтримуючи зв'язки зі школою.
Покинувши школу, Стів повернувся до матері, яка тепер жила в Гринвіч-Віллидж, однак незабаром пішов з дому. На якийсь час він влаштувався на корабель, що плавав до Домініканської Республіки, потім попрямував до Техасу, де змінив кілька різних занять.

## Військова служба
У 1947 році Макквін поступив на службу в Корпус морської піхоти США, де швидко отримав звання рядового першого класу і призначений на військовий корабель. Спочатку він знову проявив свій бунтарський характер, в результаті чого незабаром за сім різних порушень був розжалуваний у рядові. Крім того, одного разу він не повернувся на службу зі звільнення, провівши два тижні з подругою до тих пір, поки не був затриманий патрулем. Вчинивши опір при затриманні, він отримав 41 день арешту.
Після цього Макквін змінив свою поведінку, сконцентрувавшись на службі. Він відзначився під час навчань в Арктиці, рятуючи товаришів по службі, яким загрожувала небезпека бути розчавленими льодом. Згодом він отримав призначення в почесну охорону на яхту президента Гаррі Трумена. У 1950 році Макквін з пошаною звільнився зі служби.

## Початок акторської кар'єри
У 1952 році Макквін використовував матеріальну допомогу, передбачену законодавством для колишніх військовослужбовців, щоб розпочати навчання акторській майстерності в школі Сенфорда Мейснера. Одночасно він кожні вихідні брав участь у мотогонках, незабаром ставши добрим гонщиком. Участю в гонках він непогано на ті часи заробляв і навіть купив на призові гроші свій перший мотоцикл.
Після кількох епізодичних появ у різних постановках МакКуїн отримав першу помітну роль у фільмі «Хтось на небесах любить мене» з Полом Ньюманом в головній ролі. У 1955 році він дебютував на Бродвеї у виставі, де головну роль грав Бен Газзара. Коли Макквін з'явився в телепостановці «Захисники», його взяв на замітку Голлівудський менеджер Хіллі Елкінса, після чого Макквін знявся у фільмах «Ніколи не люби незнайомця», «Крапля» і «Велике пограбування банку в Сент-Луїсі».

## Кар'єра в кіно
Першою по-справжньому помітною роллю для Макквіна стала роль мисливця за винагородою Джоша Рендалла в телевізійному серіалі-вестерні «Розшукується: живий чи мертвий». Серіал транслювався по каналу CBS з 1958 по 1961 рік. Усього було знято 94 серії.
У 29 років Макквін отримав від Френка Сінатри запрошення у фільм «Так мало ніколи», який знімав Джон Стерджес. Цей же режисер через рік запросив його у фільм Чудова сімка, який став першим фільмом Макквіна, що мав настільки великий успіх. Після участі в цьому фільмі Макквін пішов з телесеріалу.

## Приватне життя
Актор був тричі одружений. Від шлюбу з першою дружиною Нейл Адамс (1956 рік) він мав двох дітей: дочку Террі Леслі та сина Чеда. Від Адамс актор пішов до партнерки фільму «Втеча», актриси Елі Макгроу, яка стала його другою дружиною (1972). Вона ж стала найбільшим коханням його життя. За кілька місяців до смерті Маккуїн одружився з моделлю Барбарою Мінті, яка пізніше написала книгу про нього.
Між 1965 і 1970 роком мав нетривалі любовні стосунки з актрисою Джуді Карне.
Окрім автоперегонів, актор захоплювався східними єдиноборствами та близько товаришував з Чаком Норрісом та Брюсом Лі. На похороні останнього Маккуїн ніс його труну.

## Мотоспорт
Стів Макквін був завзятим автогонщиком та ентузіастом мотогонок. На момент його смерті в 1980 році його колекція мотоциклів нараховувала понад 100 екземплярів, а всього він мав за життя понад 210 мотоциклів. Крім цього, Макквін мав ліцензію пілота.
У 1964 році він був членом національної команди США в Міжнародній шестиденній ендуро-гонці (International Six Days Enduro). У 1970 році на Porsche 908 він посів друге місце в 12-годинній гонці Себрінгу.
У цьому ж 1970 році він спробував виступити в 24-годинній гонці Ле-Мана в одній команді разом з Джекі Стюартом, але йому було відмовлено. Проте Макквін все ж взяв участь у цій гонці на своєму Porsche 908. Йому також було дозволено під час гонки зробити автентичні кінозйомки, які потім лягли в основу поставленого Макквіном художнього фільму «Ле Ман».
Через слабкий сюжет та малу кількість діалогів фільм не мав успіху у широкої публіки. Але фани моторного спорту сприйняли фільм з піднесенням, як дуже цікавий з документальної точки зору.
Помер 7 листопада 1980 у Сьюдад-Хуарес, Чіуауа, Мексика від злоякісної пухлини — мезотеліоми.

## Фільмографія
- 1980 — Мисливець / Hunter, The … Ralph «Papa» Thorson
- 1980 — Том Горн / Tom Horn … Том Горн
- 1978 — Ворог суспільства / An Enemy of the People … Doctor Thomas Stockmann
- 1974 — Пекло в піднебессі / The Towering Inferno … Майкл «Майк» О'Галлорен, керівник п'ятого батальйону
- 1973 — Метелик / Papillon … Henri 'Papillon' Charriere
- 1972 — Втеча / Getaway, The … Carter 'Doc' McCoy
- 1972 — Молодий Боннер / Junior Bonner … Junior 'JR' Bonner
- 1971 — Ле ман / Le Mans … Michael Delaney
- 1969 — Злодії / Reivers, The … Boon Hogganbeck
- 1968 — Булліт / Bullitt … Lt. Frank Bullitt
- 1968 — Афера Томаса Крауна / Thomas Crown Affair, The … Thomas Crown
- 1966 — Піщана галька / Sand Pebbles, The … Jake Holman
- 1966 — Невада Сміт / Nevada Smith … Nevada Smith / Max Sand / Fitch
- 1965 — Цинциннаті Кід / Cincinnati Kid, The … The Cincinnati Kid
- 1965 — Малюк, дощ повинен піти / Baby the Rain Must Fall … Henry Thomas
- 1963 — Любов з відповідним незнайомцем / Love with the Proper Stranger … Rocky Papasano
- 1963 — Солдат під дощем / Soldier in the Rain … Sgt. Eustis Clay
- 1963— Велика втеча / Great Escape, The … Capt. Hilts «The Cooler King»
- 1962 — Коханець війни / War Lover, The … Capt. Buzz Rickson
- 1962 — Пекло для героїв / Hell Is for Heroes … Reese
- Шоу Діка Пауелла (серіал) (1961—1963) Dick Powell Show, The … Guest Host
- 1961 — Машина медового місяця / Honeymoon Machine, The … Lt. Ferguson 'Fergie' Howard
- 1960 — Чудова сімка / Magnificent Seven, The … Vin
- 1959 — Так мало ніколи / Never So Few … Bill Ringa
- 1959 — Велике пограбування банку в Сент-Луїсі / Great St. Louis Bank Robbery, The … George Fowler
- 1958 — Пузир / Blob, The … Steve Andrews
- 1958 — Ніколи не люби незнайомця / Never Love a Stranger … Martin Cabell
- 1956 — Хтось там нагорі любить мене / Somebody Up There Likes Me … Fidel, в титрах не вказаний
- Альфред Хічкок представляє (серіал) (1955—1962) Alfred Hitchcock Presents … Bill Everett
- Кульмінація (серіал) (1954—1958) Climax! … Henry Reeves / Anthony Reeves

## Про нього
- Док.-біогр. фільм: Steve McQueen: The King of Cool на сайті IMDb (англ.)  (TV 1998) реж. Роберт Катц
- Док.-біогр. фільм: Steve McQueen: King of Cool на сайті IMDb (англ.)  (2013) реж. Джеф Ренфро